# Giulio Romano
Giulio Romano, vlastním jménem Giulio di Pietro Gianuzzi, někdy uváděn Giulio Pippi, ve Francii Jules Romain (1499, Řím – 1. listopadu 1546, Mantova) byl italský malíř a architekt, představitel římské renesance a manýrismu.

## Život

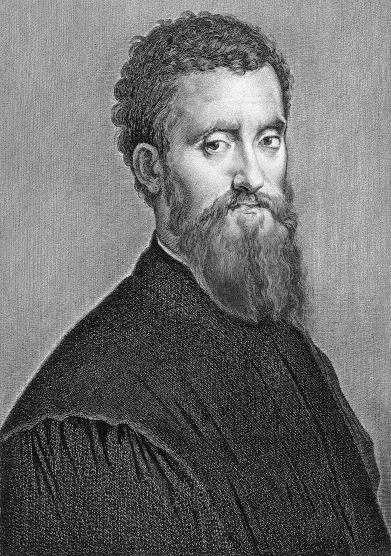
Autoportrét

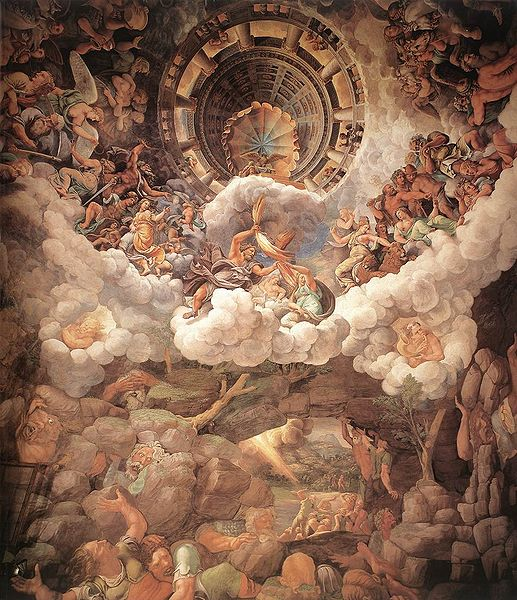
Pád Gigantů, freska v klenbě sálu paláce Te

Byl žákem a pomocníkem Raffaelovým, maloval spolu s ním a dalšími žáky v Římě, účastnil se například freskové výzdoby lodžií Papežského paláce ve Vatikánu. Po mistrově smrti roku 1520 převzal spolu s Gianfrancescem Pennim jeho dědictví a dílnu, pokračovali v nasmlouvaných zakázkách. Romano se brzy projevil jako univerzální výtvarník s vyššími ambicemi. Již roku 1521 jej učenec a velvyslanec v Římě Baldasarre Castiglione doporučil jako architekta do Mantovy, kam odešel až roku 1524, kdy ho najal aplatil Federico II. Gonzaga. Nejprve tam obnovil zničenou vilu Marmirolo.
Dále v letech 1525-1535 pro Gonzagu vytvořil své nejvýznamnější dílo, rozsáhlé letní sídlo Palazzo Te v Mantově. Na realizaci projektu pracoval 10 let, v roce 1530 musel připravit příležitostnou výzdobu pro hosta, španělského krále Karla V. a po dokončení výzdobu nástěnnými a nástropními malbami. Od roku 1526 byl Gonzagou pověřen dohlížet na všechny projekty městské architektury v Mantově. Pro francouzské objednavatele tapiserií navrhoval mnohafigurové kompozice z antických dějin, například cyklus Římské bitvy.
Giorgio Vasari v Životech umělců popsal, jak jej roku 1541 navštívil a našel bohatého a mocného muže, který se roku 1529 oženil se šlechtičnou Elenou Guazzo Landi, postavil si vlastní palác v centru Mantovy a měl syna Raffaela (1532-1562).
V roce 1546 Giuliu Romanovi smrt zabránila v návratu do Říma, kam byl pozván k projektu Svatopetrského dómu. Byl pohřben v kostele San Barnaba v Mantově, jeho hrob byl zničen při barokní přestavbě kostela roku 1737.

## Dílo

### Architektura
- Palazzo Alberini, Řím
- Palazzo del Te, Mantova, 1525–1535
- Castel Goffredo, Palazzo Gonzaga-Acerbi
- přestavba dómu, Mantova
- Palazzo ducale (Vévodský palác), Mantova - úpravy, dostavba dvora a jízdárny, fresky v sálech
- Vlastní palác Giulia Romana, Mantova
- Vila Gonzaga-Zani, Mantova

### Malba
- Fresky
- Sgrafita pro dům Casa del Boia v Římě
- Biblické a mytologické obrazy
- Návrhy na tapiserie pro francouzské manufaktury

## Galerie

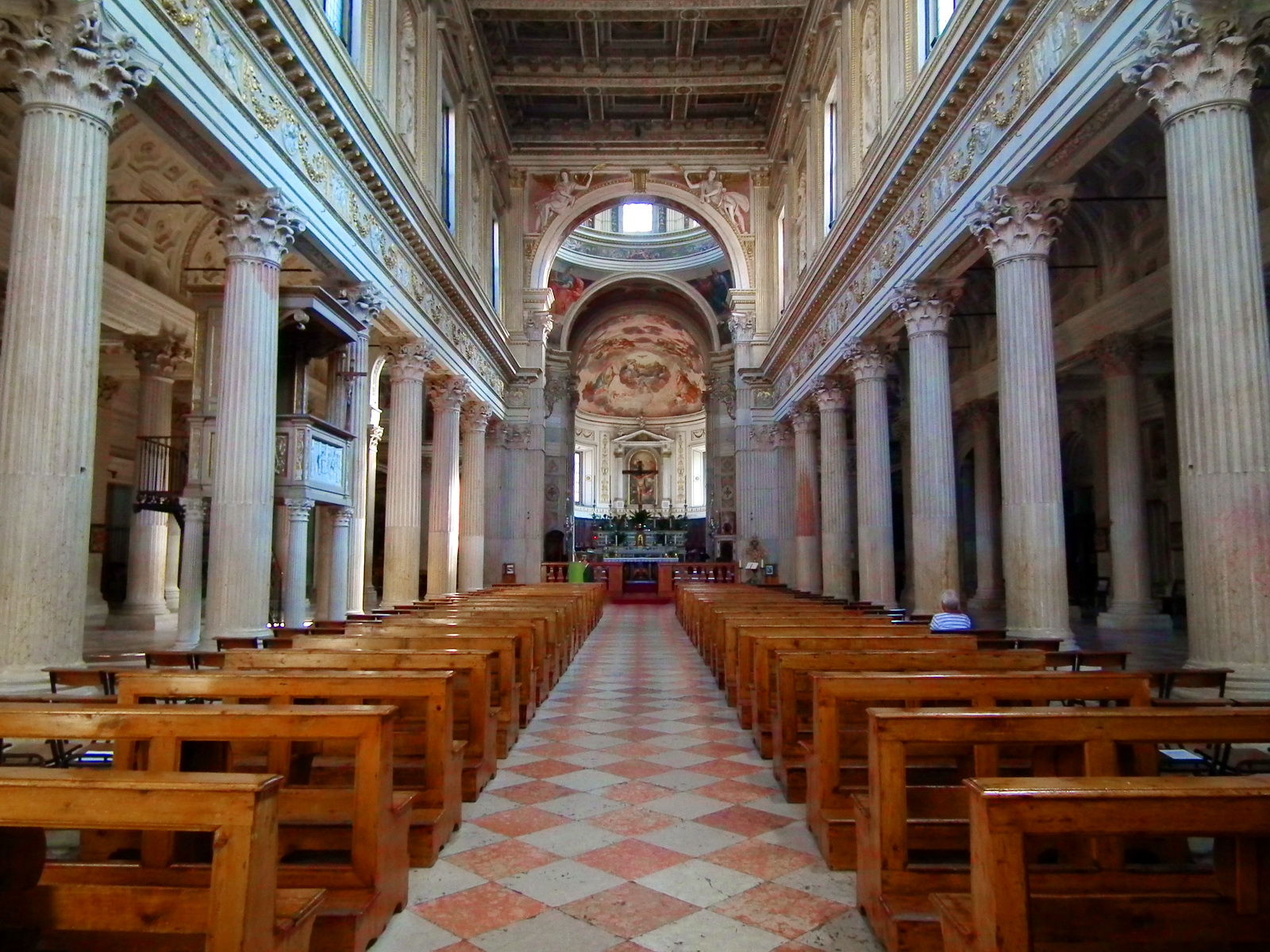
Interiér dómu v Mantově
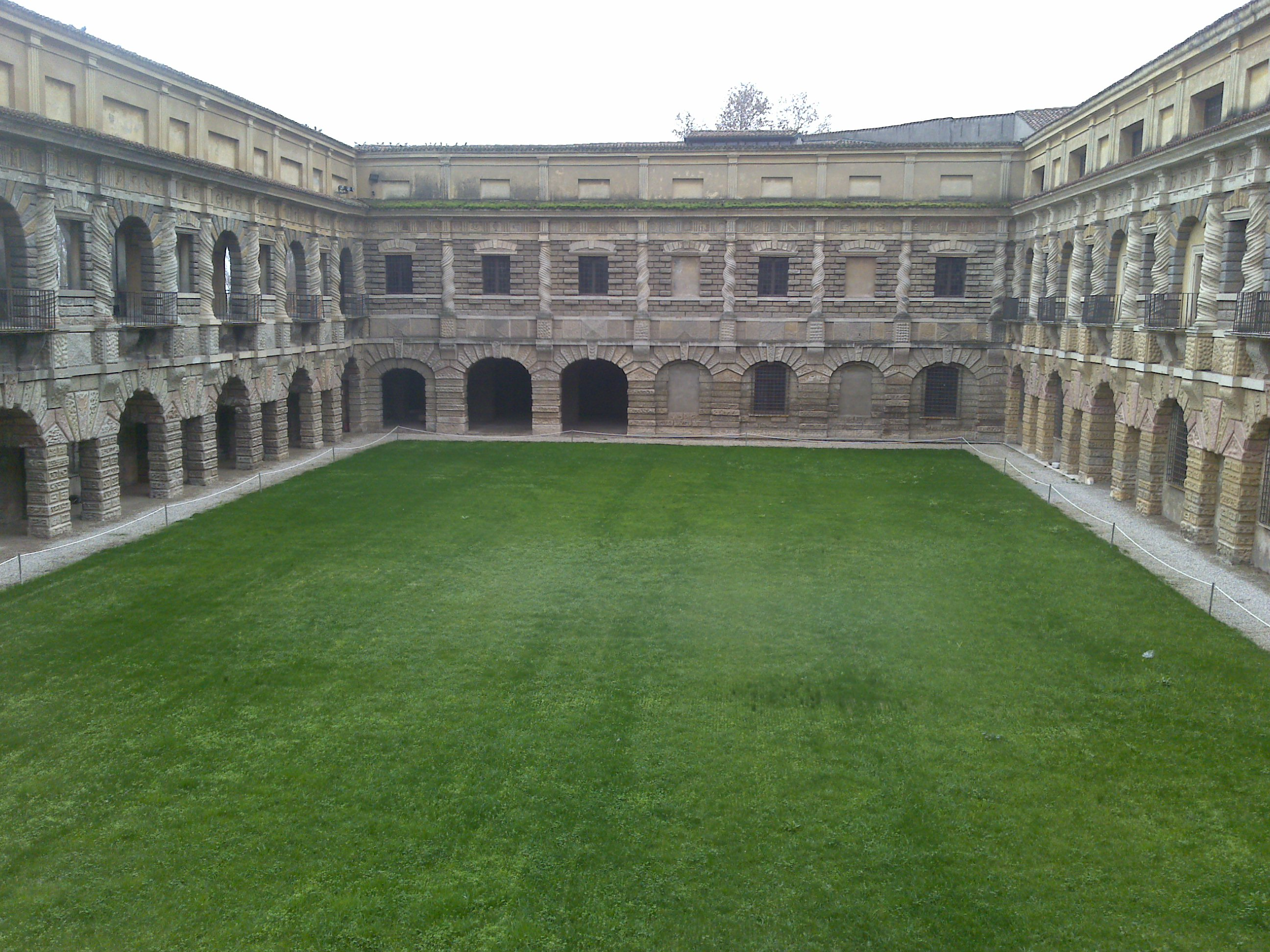
Vévodský palác v Mantově
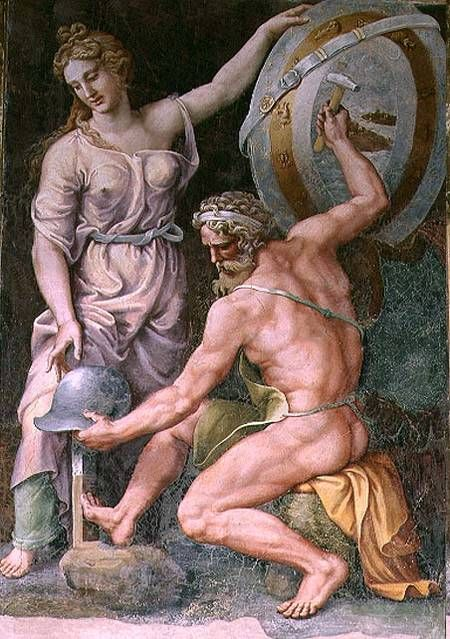
Hefaistos ková Achillovi zbroj, Vévodský palác, Mantova
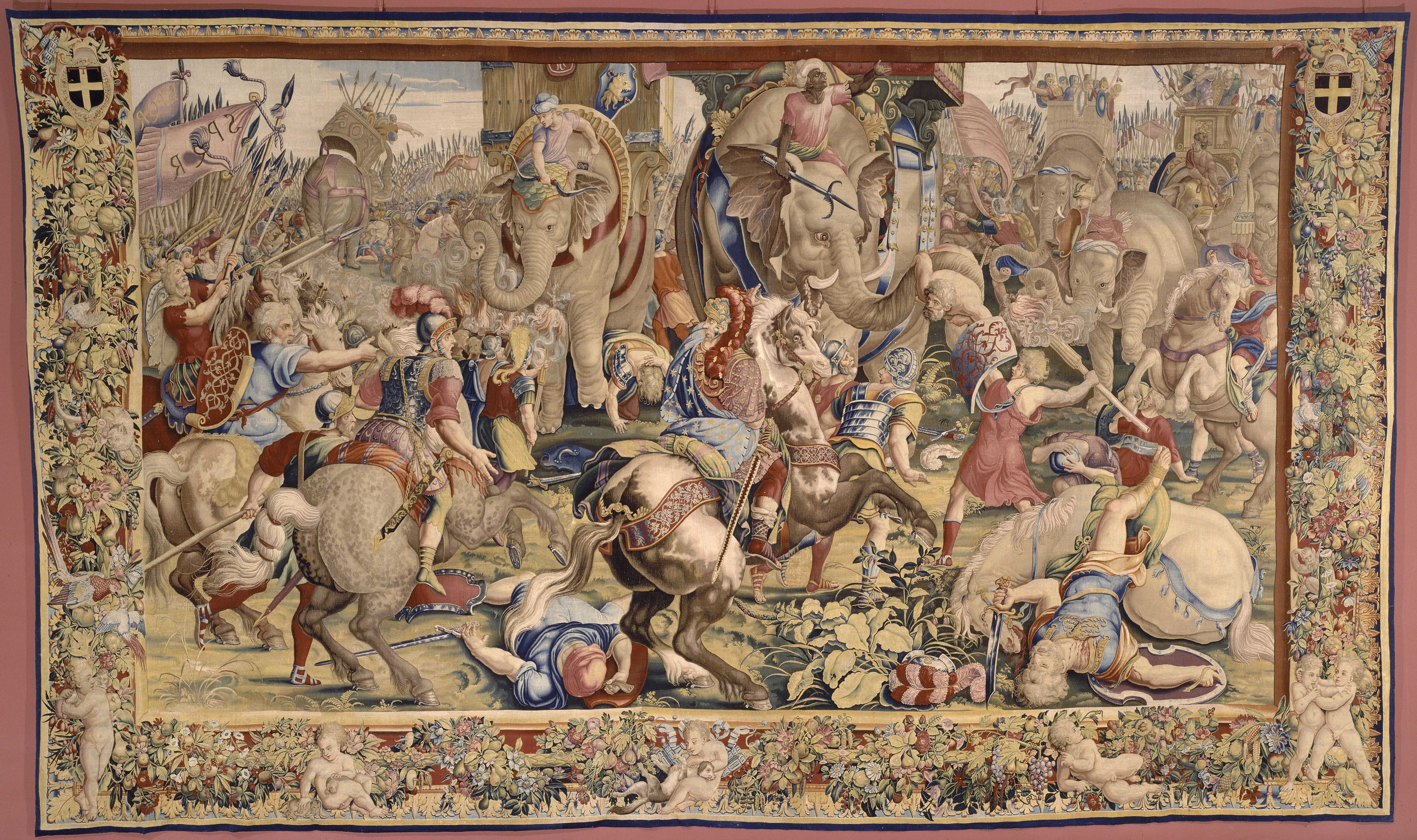
Tapisérie Bitva u Zamy
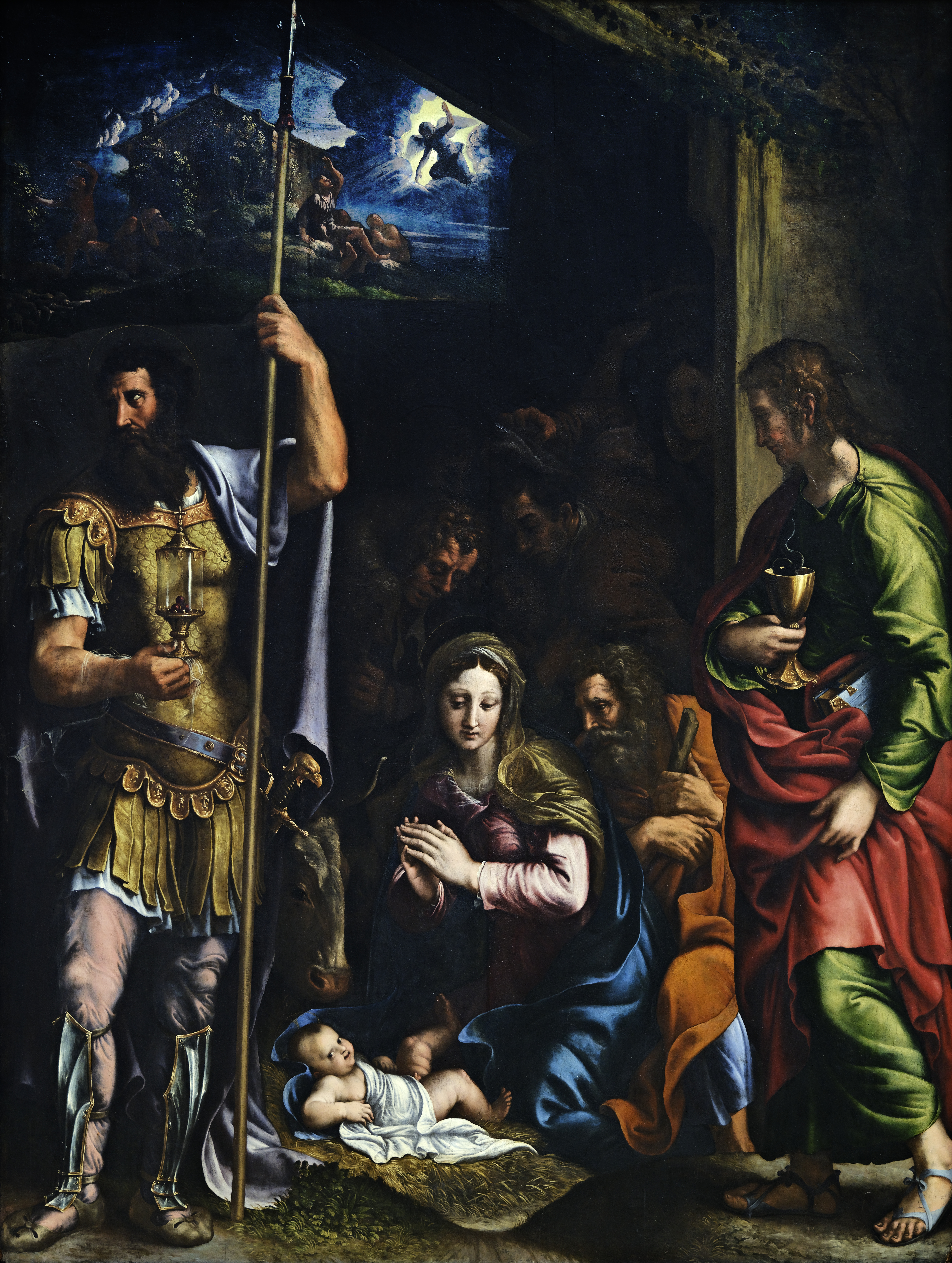
Klanění pastýřů se sv. Longinem a Janem Evangelistou, 1535, Louvre
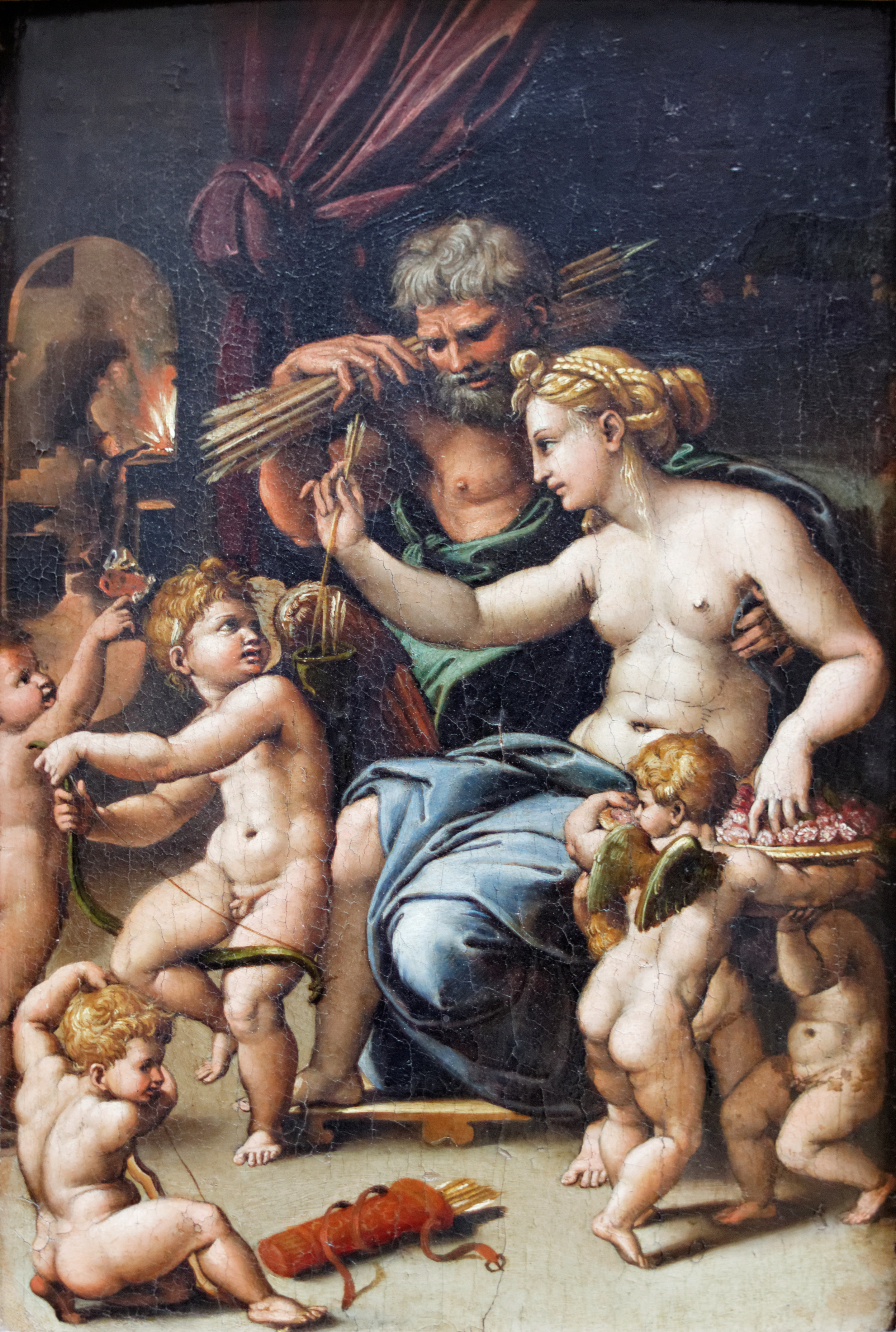
Venuše a Vulkán, Louvre
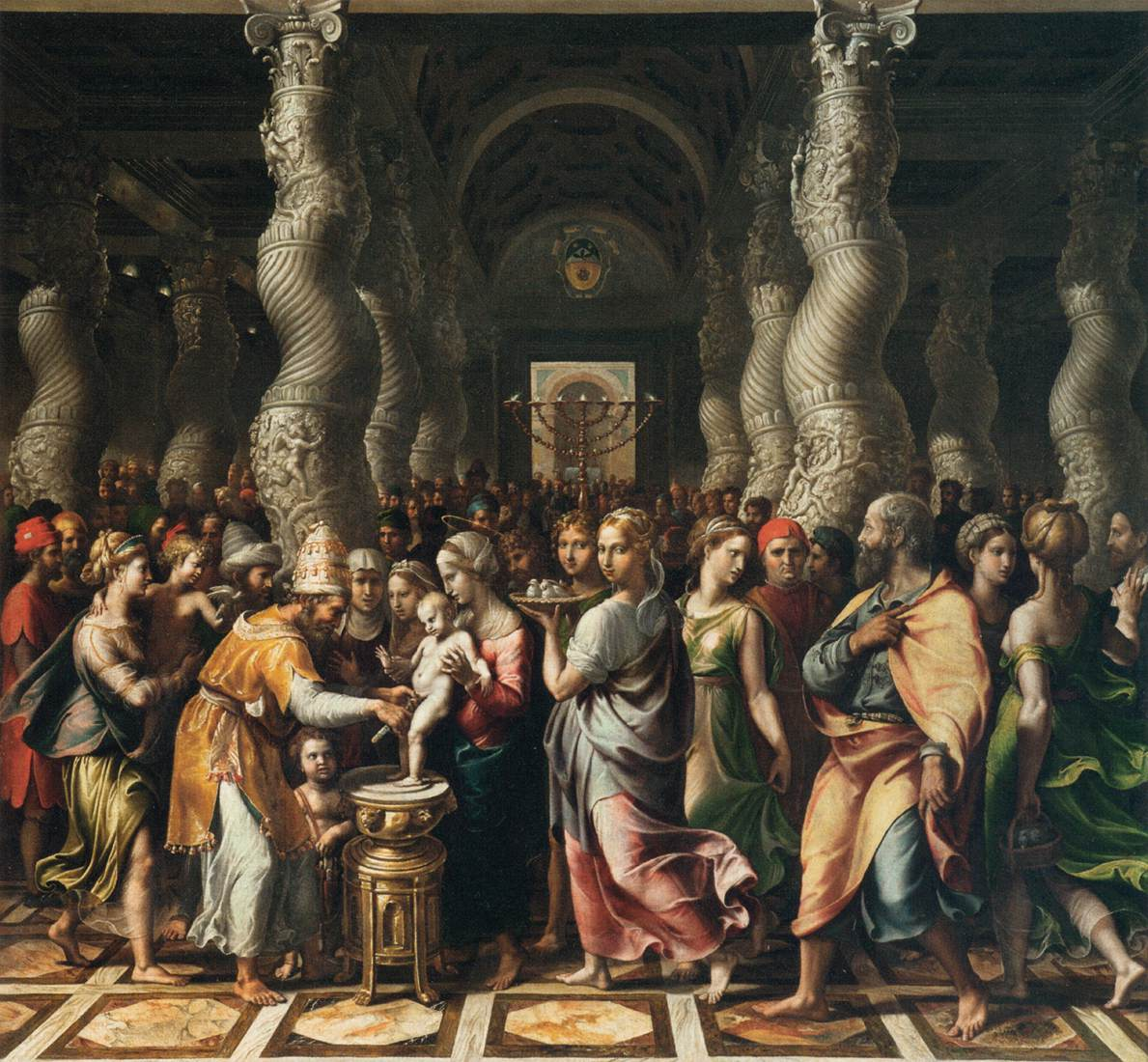
Obřízka Páně
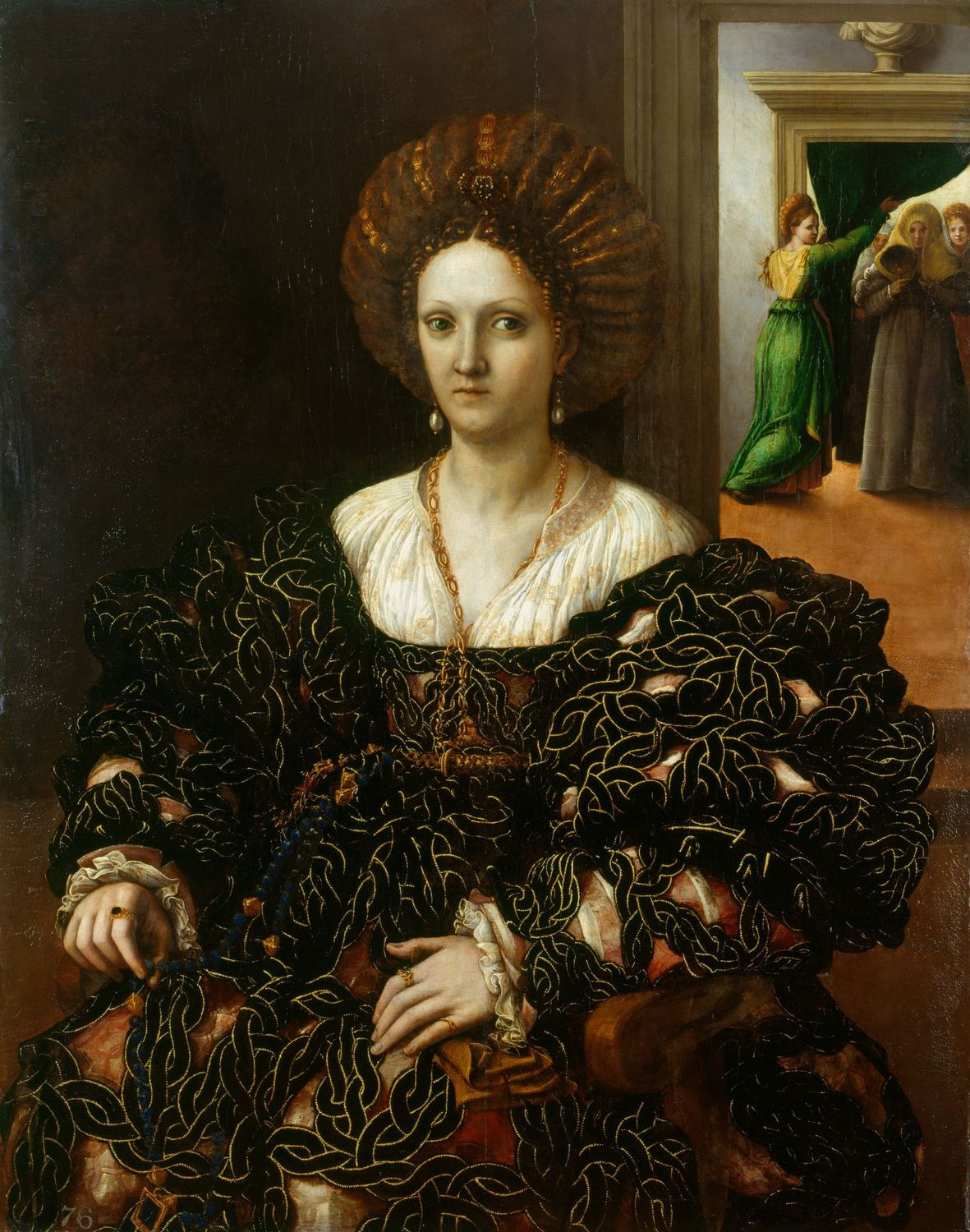
Margherita Palaiologova
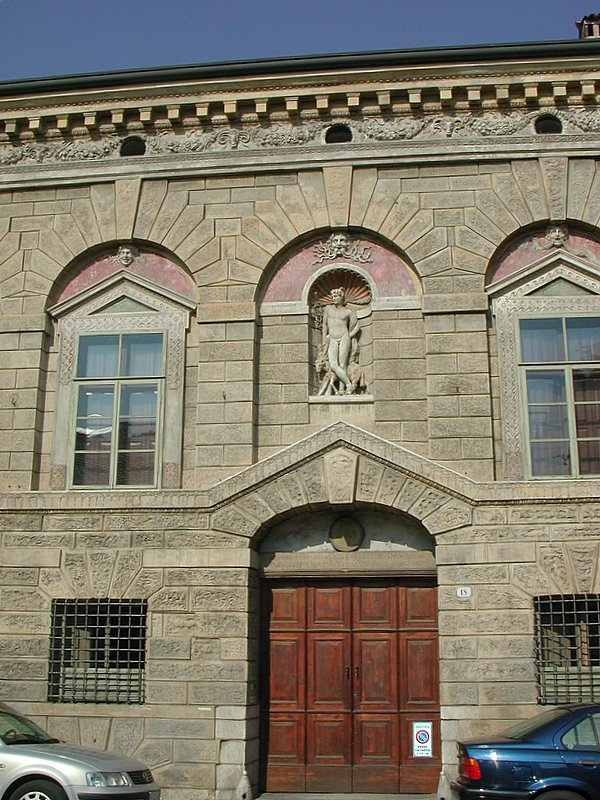
Vlastní dům v Mantově
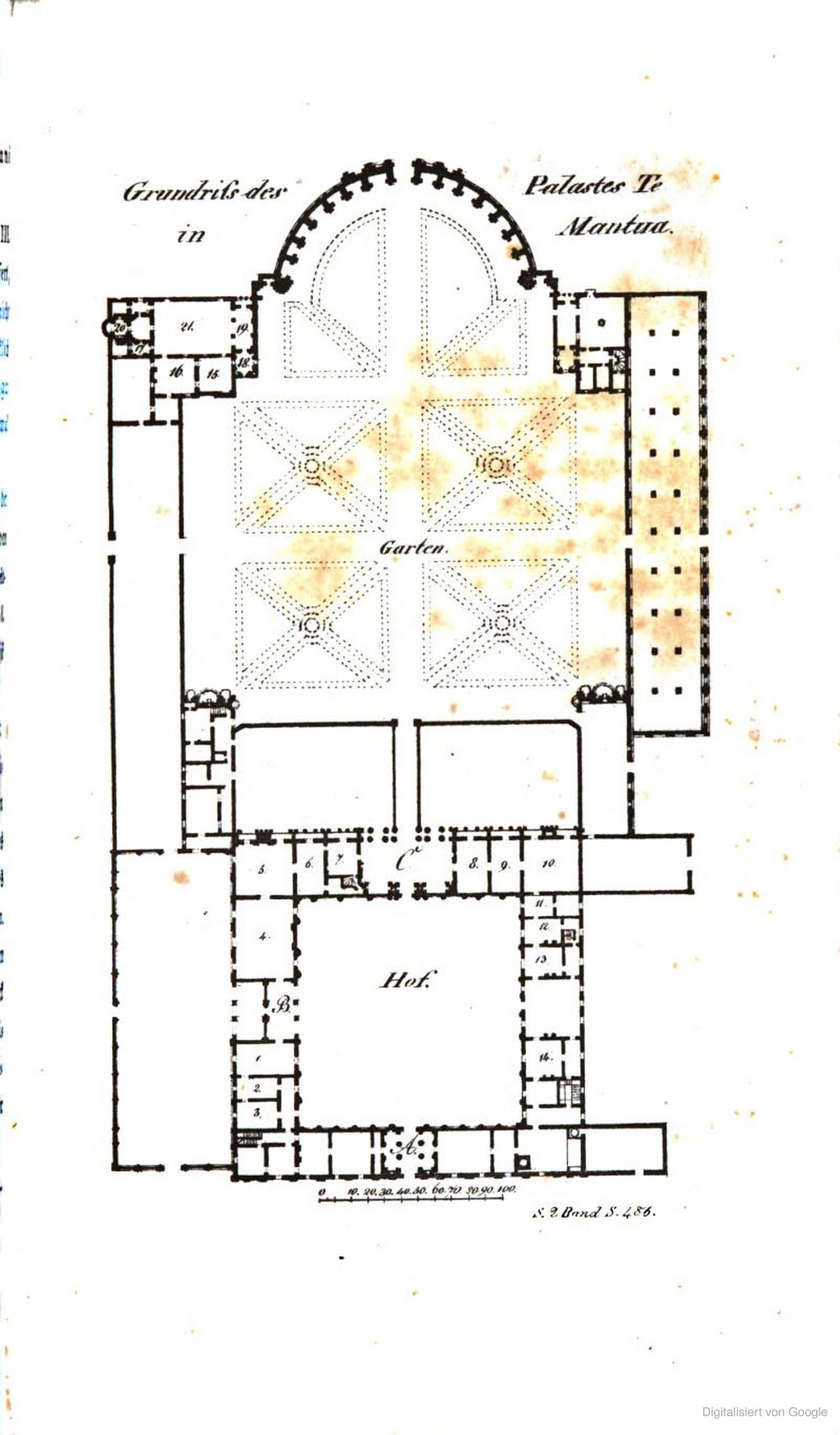
Půdorys Paláce Te
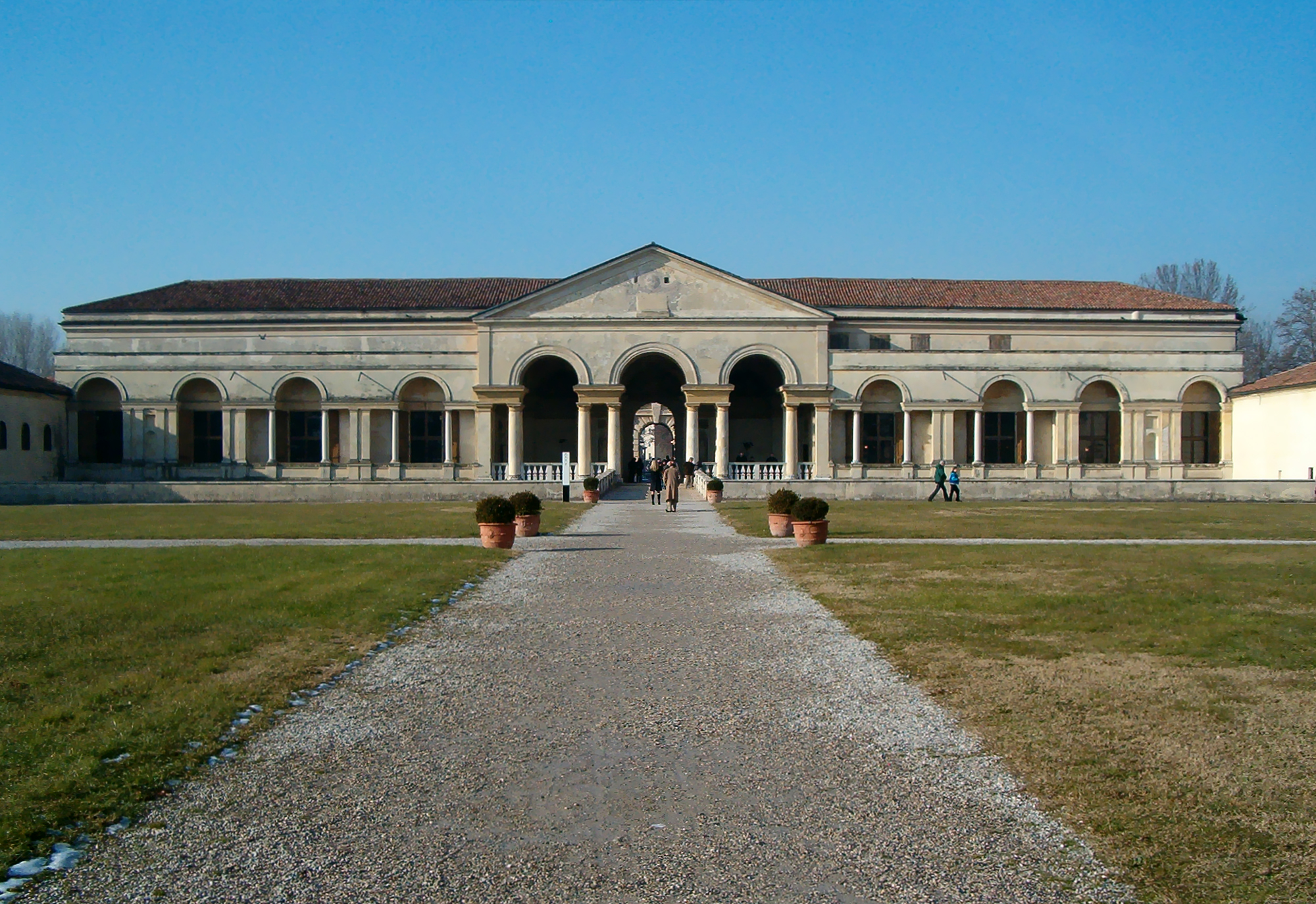
Palác Te, Mantova
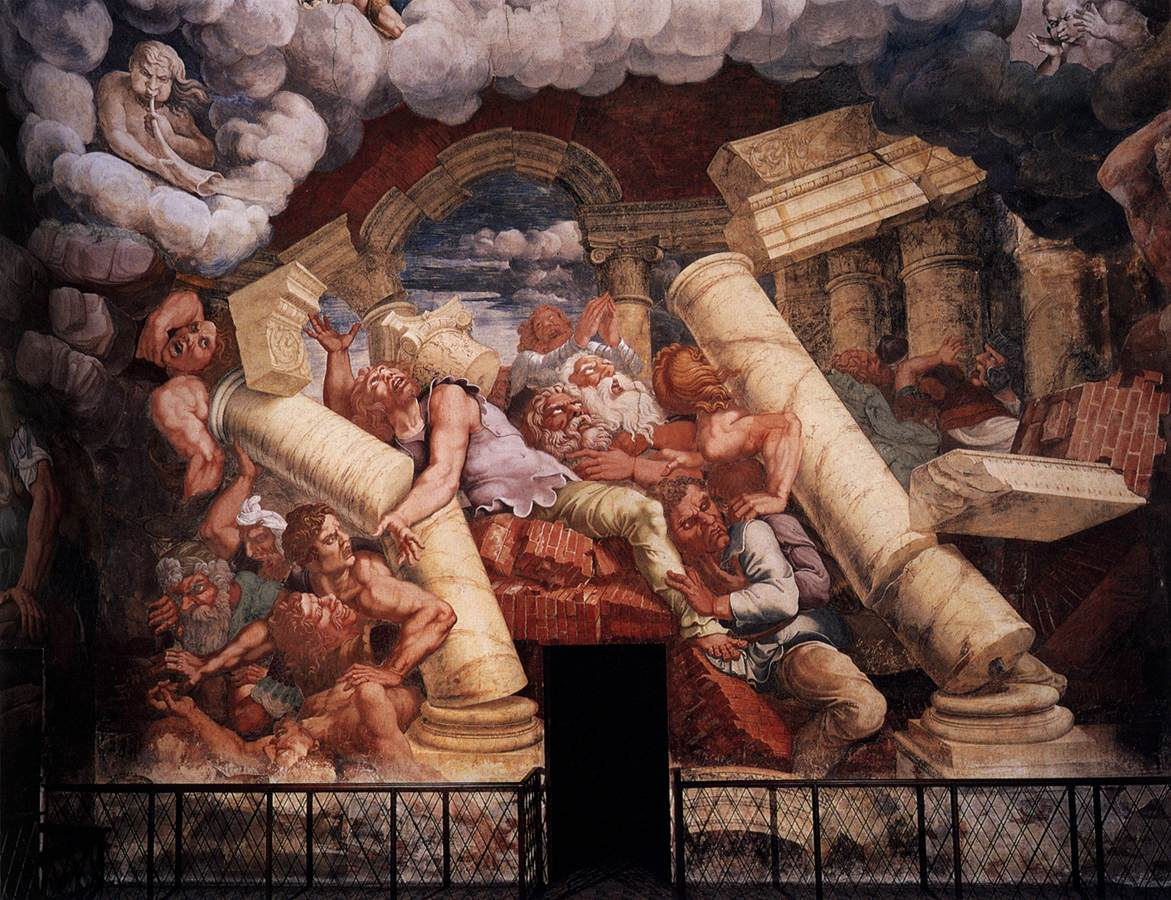
Pád gigantů, detail fresky v Paláci Te